# سیارک ۱۴۱۵۷
سیارک ۱۴۱۵۷ (به انگلیسی: 14157 Pamelasobey، نامگذاری:1998SA133) چهارده هزار و صد و پنجاه و هفتمین سیارک کشف شده‌است که در ۲۶ سپتامبر ۱۹۹۸ کشف شد.
قدر مطلق سیارک برابر ۱۹.۵ است.